# Aeroportul Quesnel
Aeroportul Quesnel (IATA: YQZ, ICAO: CYQZ) este un aeroport din Columbia Britanică, Canada. A fost deschis în 1943.
Situat la o altitudine de 545 m, aeroportul dispune de 1 pistă.

## Infrastructură

### Piste
Aeroportul dispune de o singură pistă. Pista are orientarea 13/31. 